# Federación Deportiva Nacional de Actividades Subacuáticas y Salvamento Acuático
La Federación Deportiva Nacional de Actividades Subacuáticas y Salvamento Acuático (FEDESUB) es una institución sin fines de lucro, que opera como federación nacional en Chile de los deportes subacuáticos. Está afiliada al Comité Olímpico de Chile (COCh).
Su principal objeto es apoyar a sus afiliados y deportistas en aspectos técnicos y económicos, a través de sus distintos proyectos y participación en campeonatos nacionales e internacionales. FEDESUB mantiene una afiliación de buzos y deportistas de un promedio de 6000 a lo largo del territorio nacional incluyendo aquellas certificaciones emitidas para fuera de Chile.[cita requerida]

## Asociaciones
Las asociaciones deportivas que conforman la FEDESUB son las de Arica, Iquique, Antofagasta, Taltal, Coquimbo, Valparaíso, Santiago y Valdivia.